# Hot Shots! Part Deux
Hot Shots! Part Deux (Brasil: Top Gang 2! - A Missão / Portugal: Ases pelos Ares 2) é um filme estadunidense, do gênero comédia, coescrito e dirigido por Jim Abrahams e produzido pela 20th Century Fox. O filme foi lançando nos Estados Unidos em 21 de maio de 1993.
A turma do primeiro filme se reúne novamente, desta vez tendo como alvo os filmes de ação ao estilo "Rambo". O enredo do filme se focaliza no Oriente Médio, um grupo de reféns precisa de ser resgatado. Topper Harley (Charlie Sheen) é o único capaz de ter sucesso nesta missão. Porém, Harley vive num templo budista e recusa-se a voltar ao combate. Isto é, até que uma bela agente da CIA o convença.
O filme é estrelado por Charlie Sheen, Lloyd Bridges, Valeria Golino, Richard Crenna, Miguel Ferrer e Rowan Atkinson. Sheen, inclusive, passou por um duro treinamento físico para desempenhar o papel de um herói de ação.

## Sinopse
Topper Harley (Charlie Sheen) está vivendo em um templo budista, seu incompetente ex-comandante (Lloyd Bridges) está na Casa Branca, e reféns americanos precisam ser resgatados no Oriente Médio! Topper é o único homem para o serviço, mas ele está obcecado demais por sua ex-namorada (Valeria Golino) para aceitar a tarefa – até que uma bela agente da CIA o coloca de volta na sela. É uma missão hilariante que leva Harley e sua Top Gang por uma trilha repleta de ação, de sátiras dos clássicos do cinema e conta com a participação de rostos famosos em cenas divertidas.

## Elenco
- Charlie Sheen como Topper Harley
- Lloyd Bridges como Presidente Thomas "Tug" Benson
- Valeria Golino como Ramada Rodham Hayman
- Richard Crenna como Col. Walters
- Brenda Bakke como Michelle Rodham Huddleston
- Miguel Ferrer como Cmdr. Arvid Harbinger
- Rowan Atkinson como Dexter Hayman
- Jerry Haleva como Saddam Hussein
- David Wohl como Gerou
- Mitchell Ryan como Senador Gray Edwards
- Michael Colyar comos Williams
- Ryan Stiles como Rabinowitz
- Martin Sheen como Capt. Benjamin L. Willard